# Подлевково
Подлевково — деревня в Вельском районе Архангельской области. Входит в состав муниципального образования «Попонаволоцкое».

## География
Деревня расположена в южной части Архангельской области, в таёжной зоне, в пределах северной части Русской равнины, в 95 километрах на север от города Вельска, на левом берегу реки Ваги. Ближайшие населённые пункты: на западе деревня Поречье, на северо-востоке деревня Кулига, на юге, на противоположенной стороне реки, деревня Левково.
Часовой пояс
Подлевково, как и вся Архангельская область, находится в часовой зоне МСК (московское время). Смещение применяемого времени относительно UTC составляет +3:00.

## Население
| 2002 | 2010 | 2012 | 2014 |
| ---- | ---- | ---- | ---- |
| 7    | ↘1   | ↗4   | →4   |

## История
Указана в «Списке населённых мест по сведениям 1859 года» в составе Шенкурского уезда(1-го стана) Архангельской губернии под номером «2019» как «Овдимовская». Насчитывала 4 двора, 9 жителей мужского пола и 14 женского.
В «Списке населенных мест Архангельской губернии на 1 мая 1922 года» поселение записано как дер.Овдимовское(Подлевково), в которой уже 7 дворов, 26 мужчин и 24 женщины. В административном отношении деревня входила в состав Попонаволоцкого сельского общества Благовещенской волости Шенкурского уезда.